# Manjung
Huyện Manjung là một huyện thuộc bang Perak của Malaysia. Huyện Manjung có dân số thời điểm năm 2010 ước tính khoảng 223804 người.